# 柿崎駅
柿崎駅（かきざきえき）は、新潟県上越市柿崎区にある、東日本旅客鉄道（JR東日本）信越本線の駅である。

## 歴史
- 1897年（明治30年）5月13日：北越鉄道の駅として開業[1][2]。
- 1907年（明治40年）8月1日：北越鉄道が国有化され、帝国鉄道庁（国有鉄道）の駅となる[2]。
- 1971年（昭和46年）12月1日：貨物の取り扱いを廃止[2][4]。
- 1985年（昭和60年）3月14日：荷物の扱いを廃止[2]。
- 1987年（昭和62年）4月1日：国鉄分割民営化により、JR東日本の駅となる[2]。
- 2008年（平成20年）
  - 9月26日：現在の駅舎の供用を開始する[1]。
  - 12月5日：駅舎が竣工する[注 1]。
- 2015年（平成27年）3月14日：管理駅の直江津駅がえちごトキめき鉄道へ移管されたことに伴い、管理駅を長岡駅に変更する。
- 2020年（令和2年）10月1日：管理駅を柏崎駅に変更。
- 2023年（令和5年）2月28日：みどりの窓口の営業を終了[5]。
- 2024年（令和6年）3月16日：終日無人化[3]。

## 駅構造
単式ホーム1面1線と島式ホーム1面2線、計2面3線のホームを有する地上駅で、単式ホーム南側に面して駅舎が所在し、両ホームは跨線橋で連絡している。北側の島式ホームには待合室が設けられている。
長岡営業統括センター（柏崎駅）管理の無人駅である。駅舎内には、自動券売機、屋内待合室、自動販売機、液晶型の運行情報表示器・化粧室が設置されている。また、駅舎外の東側には公衆電話と自動販売機が設けられている。このほか、バリアフリー対策として、駅舎出入口にはスロープが、1番線横のトイレには多機能トイレが併設されているが、跨線橋にはエレベーターなどの昇降設備は有していない。
2008年（平成20年）12月に竣工した現在の駅舎は、旧駅舎と比較して駅機能がコンパクトにまとめられたのをはじめ、北側が日本海に面する立地条件に合わせ、外装デザインにはコンコースへの風の吹き込みを低減させる形状が取り入れられたほか、待合室の内装には県内産の越後杉を使用するなど、温かみのある空間演出が施されており、2009年度（平成21年度）鉄道建築協会賞の作品部門（推薦）を受賞した。

### のりば
| 番線 | 路線      | 方向 | 行先           | 備考               |
| ---- | --------- | ---- | -------------- | ------------------ |
| 1    | ■信越本線 | 上り | 直江津方面     |                    |
| 2    | ■信越本線 | 上り | 直江津方面     | 当駅始発・待避列車 |
| 2    | ■信越本線 | 下り | 柏崎・長岡方面 | 待避列車           |
| 3    | ■信越本線 | 下り | 柏崎・長岡方面 |                    |

- ETR妙高はねうまラインの直通列車として、普通列車妙高高原行きが上り始発列車として設定されている[8]。
- 先代の木造駅舎時代にはコンビニ（KIOSK）が所在した。現在は物販として1番線ホーム上にお菓子の自販機が設置されている。

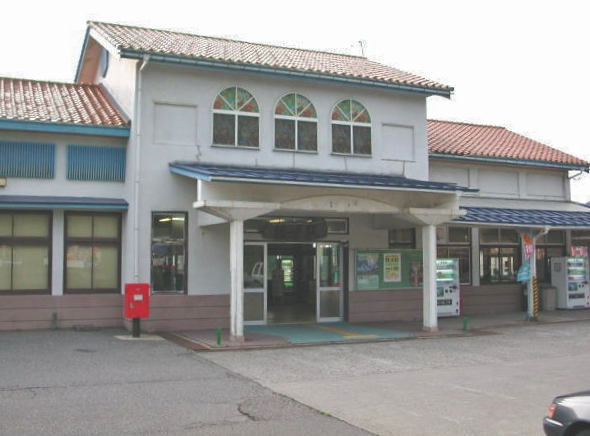
改修前の駅舎（2004年7月）
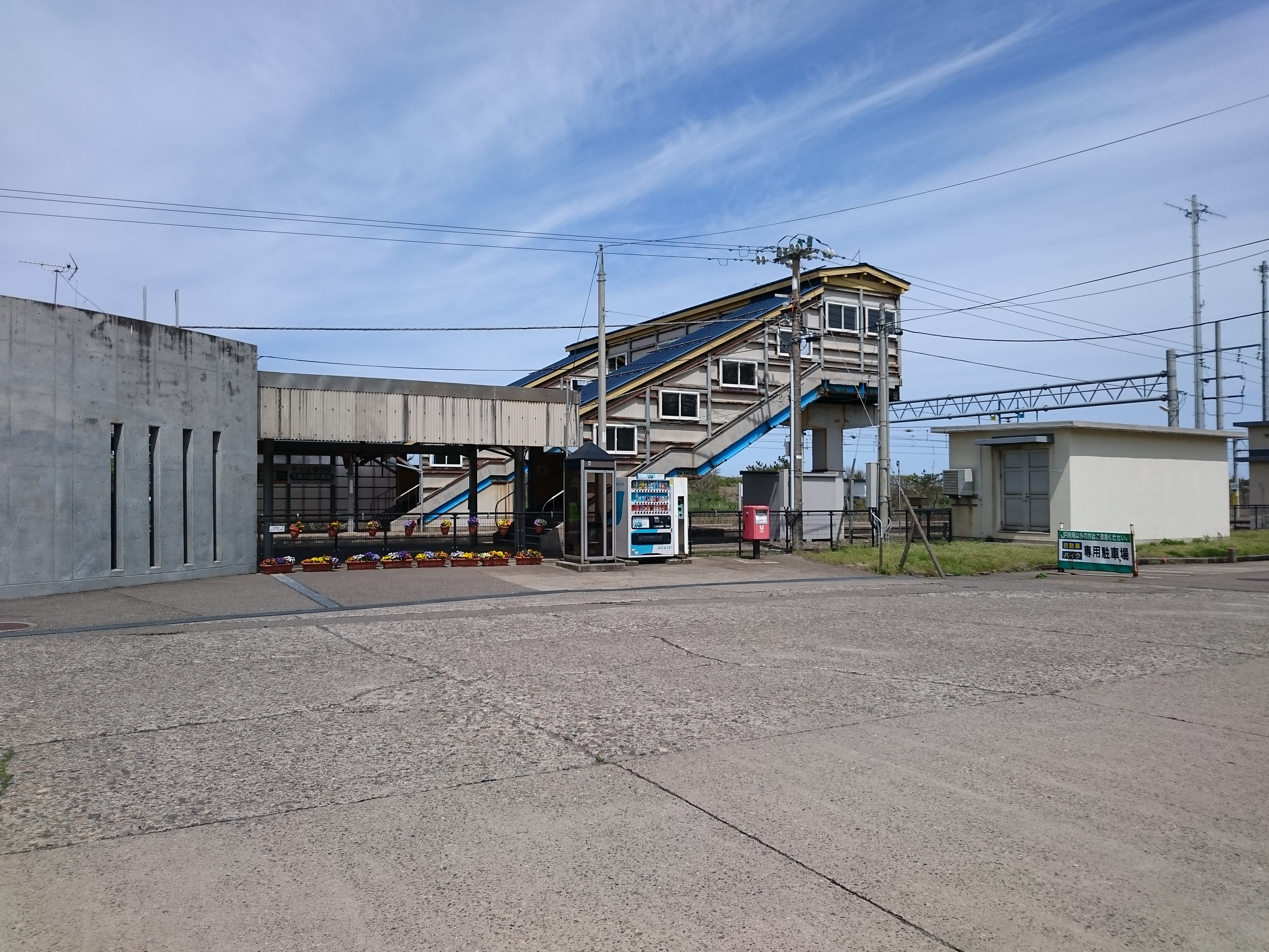
駅舎右側に設けられた公衆電話と自動販売機（2019年4月）
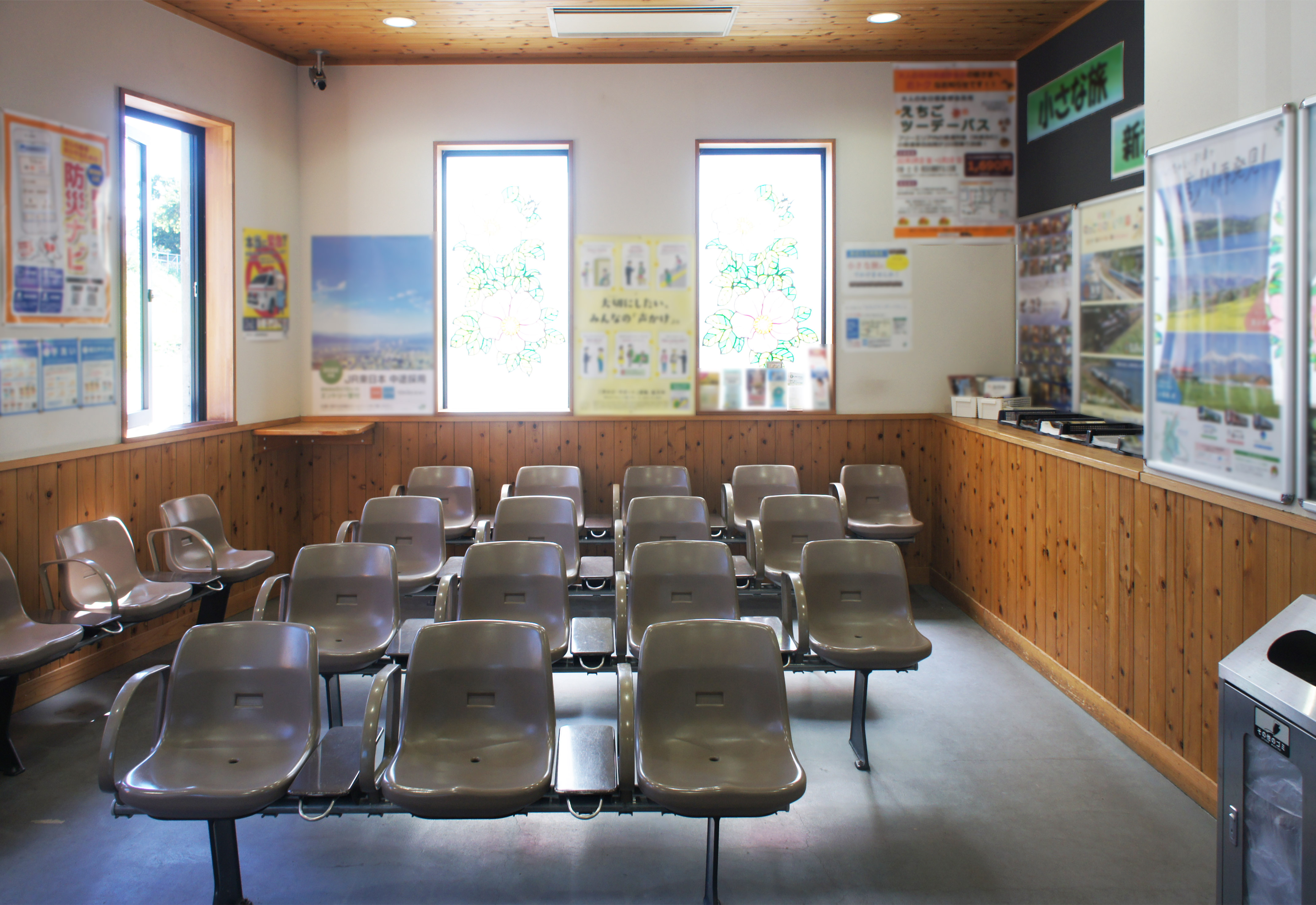
待合室（2021年9月）
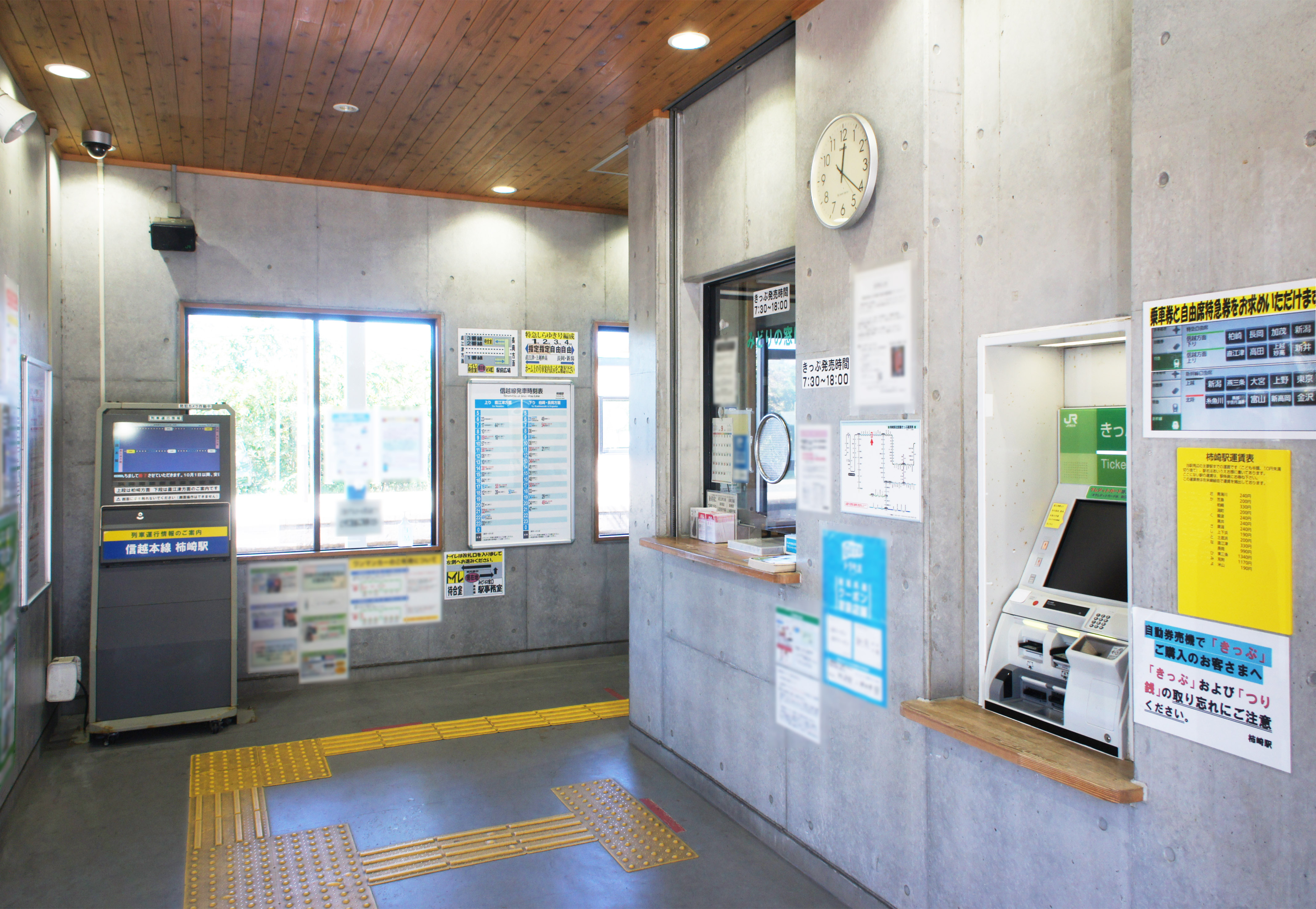
改札口（2021年9月）
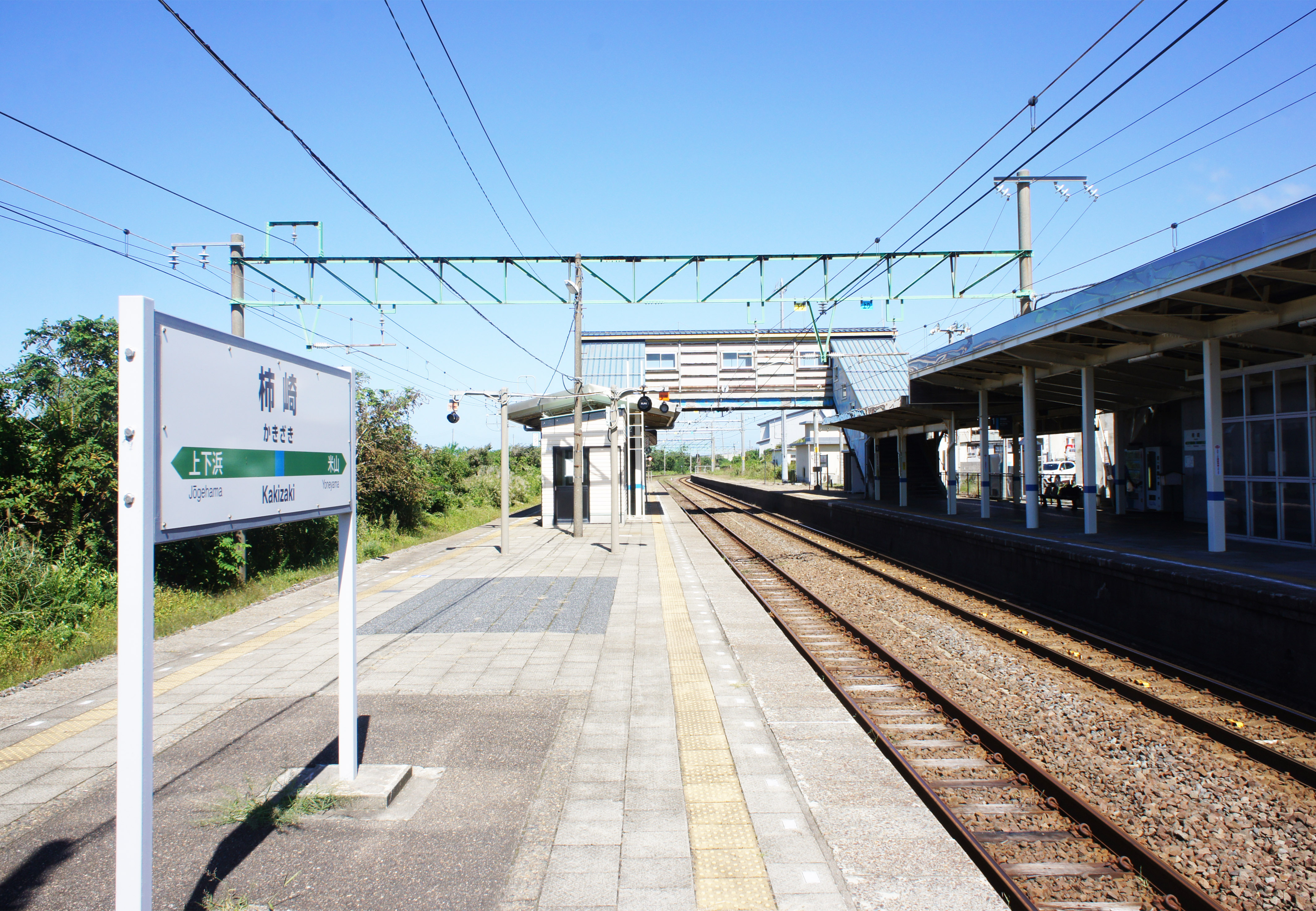
ホーム（2021年9月）

## 利用状況
JR東日本によると、2000年度（平成12年度）- 2022年度（令和4年度）の1日平均乗車人員の推移は以下のとおりであった。
| 1日平均乗車人員推移 | 1日平均乗車人員推移 | 1日平均乗車人員推移 | 1日平均乗車人員推移 | 1日平均乗車人員推移 |
| 年度                | 定期外              | 定期                | 合計                | 出典                |
| ------------------- | ------------------- | ------------------- | ------------------- | ------------------- |
| 2000年（平成12年）  |                     |                     | 762                 | [ 利用客数 1 ]      |
| 2001年（平成13年）  |                     |                     | 716                 | [ 利用客数 2 ]      |
| 2002年（平成14年）  |                     |                     | 706                 | [ 利用客数 3 ]      |
| 2003年（平成15年）  |                     |                     | 717                 | [ 利用客数 4 ]      |
| 2004年（平成16年）  |                     |                     | 680                 | [ 利用客数 5 ]      |
| 2005年（平成17年）  |                     |                     | 664                 | [ 利用客数 6 ]      |
| 2006年（平成18年）  |                     |                     | 658                 | [ 利用客数 7 ]      |
| 2007年（平成19年）  |                     |                     | 644                 | [ 利用客数 8 ]      |
| 2008年（平成20年）  |                     |                     | 684                 | [ 利用客数 9 ]      |
| 2009年（平成21年）  |                     |                     | 670                 | [ 利用客数 10 ]     |
| 2010年（平成22年）  |                     |                     | 659                 | [ 利用客数 11 ]     |
| 2011年（平成23年）  |                     |                     | 639                 | [ 利用客数 12 ]     |
| 2012年（平成24年）  | 110                 | 507                 | 618                 | [ 利用客数 13 ]     |
| 2013年（平成25年）  | 108                 | 549                 | 658                 | [ 利用客数 14 ]     |
| 2014年（平成26年）  | 108                 | 516                 | 624                 | [ 利用客数 15 ]     |
| 2015年（平成27年）  | 111                 | 516                 | 628                 | [ 利用客数 16 ]     |
| 2016年（平成28年）  | 108                 | 485                 | 593                 | [ 利用客数 17 ]     |
| 2017年（平成29年）  | 95                  | 430                 | 525                 | [ 利用客数 18 ]     |
| 2018年（平成30年）  | 92                  | 402                 | 494                 | [ 利用客数 19 ]     |
| 2019年（令和元年）  | 86                  | 353                 | 439                 | [ 利用客数 20 ]     |
| 2020年（令和02年）  | 46                  | 328                 | 375                 | [ 利用客数 21 ]     |
| 2021年（令和03年）  | 44                  | 271                 | 315                 | [ 利用客数 22 ]     |
| 2022年（令和04年）  | 48                  | 247                 | 296                 | [ 利用客数 23 ]     |

## 駅周辺
柿崎区の中心部に位置し、付近には公共機関や教育施設が多く集まっている。

## バス路線
駅前にはバス停は設置されておらず、駅から徒歩1 - 2分の所に柿崎バスターミナルがあり、頸城自動車系列の路線バスが発着している。2025年（令和7年）3月時点での路線は以下のとおりである。
- 頸城自動車
  - 3 浜線：鵜の浜方面
- 頸北観光バス
  - 83 山直海線：村屋・尾神方面

## 隣の駅
東日本旅客鉄道（JR東日本）
■信越本線
- 特急「しらゆき」停車駅

■快速
犀潟駅 - （一部上下浜駅） - 柿崎駅 - 柏崎駅
■普通
上下浜駅 - 柿崎駅 - 米山駅

### 記事本文